# تیم بسکتبال دانشگاه تارتو
تیم بسکتبال دانشگاه تارتو (استونیایی: Tartu Ülikooli korvpallimeeskond) یک باشگاه بسکتبال در تارتو، استونی است که در سال ۱۹۳۷ تاسیس شده است. این باشگاه متعلق به دانشگاه تارتو است.